# Jonathon Power
Pour les articles homonymes, voir Power.
Jonathon Power, né le 9 août 1974 à Comox dans la Colombie-Britannique, est un joueur de squash représentant le Canada. Il devient champion du monde en 1998 et en 1999 le premier nord-américain numéro un mondial.
En 2006, il redevient numéro 1 mondial et prend sa retraite sportive deux jours plus tard,.

## Biographie
Son père exploitait des gymnases dans des bases militaires partout au Canada. À l'âge de 13 ans, Power a le même sponsor que le meilleur joueur de squash au monde, Jahangir Khan et cet été-là, l'entraîneur de Jahangir Khan convainc ses parents d'envoyer leur fils à Londres pour suivre un programme d'entraînement intensif avec le maître.
En travaillant avec Khan, le jeu de Power explose. « Mes parents ont hypothéqué la maison, mais ça en valait la peine. Je vivais à Londres, en Angleterre, et je prenais le métro une heure et demie par moi-même tous les jours pour aller au stade de Wembley, et au stade de Wembley, je jouais au squash pendant six heures avec Jahangir Khan. »
Trois ans plus tard, il est prêt à devenir professionnel. À l'âge de 16 ans, il abandonne ses études secondaires et s'installe en France, rejoignant ainsi la troupe itinérante d'une cinquantaine de joueurs qui gagnent leur vie au squash.
Jonathon Power s'est vite imposé comme un grand show-man colérique à l'image de John McEnroe.
À la fin de la décennie, en 1999, il devient le premier numéro un mondial en Amérique du Nord. À son apogée, il donne une nouvelle importance à ce sport, cette grande personnalité étant un contraste saisissant par rapport aux champions du passé.
Mais le rythme trépidant du circuit professionnel a un impact sur son corps, sans parler de sa vie personnelle. Vers la fin de sa carrière, il voyage avec une cohorte de médecins et de kinésithérapeutes pour se détendre les hanches et le dos, sa femme Sita restant à la maison à Montréal. En 2006, il retrouve le premier rang mondial, puis se retire deux jours plus tard au sommet.
Après avoir déménagé à Toronto en 2008, Jonathon Power essaie de combler le vide laissé par sa retraite. Il entraîne des prodiges du squash, faisant pour eux ce que Jahangir Khan avait fait pour lui. Une de ses élèves est une joueuse pakistanaise Maria Toorpakai, chassée de chez elle près de la frontière afghane par le sexisme de sa communauté fanatiquement religieuse.

## Palmarès

### Titres
- Tournament of Champions : 4 titres (1996, 1999, 2000, 2002)
- Championnats du monde : 1998
- US Open : 2 titres (1997, 2000)
- British Open : 1999
- Hong Kong Open : 1998
- Saudi International : 2005
- Qatar Classic : 1997
- Open des Flandres : 1999
- PSA Masters : 3 titres (2001, 2002, 2005)
- Motor City Open : 2 titres (2003, 2005)
- Canadian Classic: 3 titres (2000, 2002, 2003)
- Open de Hongrie : 2 titres (1997, 2004)
- Australian Open : 1998
- Open de Pittsburgh : 1995
- Championnats du Canada : 8 titres (1996, 1999-2003, 2005, 2008)

### Finales
- US Open : 3 finales (1998, 1999, 2001)
- Tournament of Champions : 2001
- Hong Kong Open : 4 finales (1997, 1999, 2000, 2002)
- Windy City Open : 2006
- Canadian Classic: 2 finales (2004, 2006)
- West Edmonton Mall Canadian Open 2003
- Al-Ahram International : 2001
- PSA Masters : 2000
- Heliopolis Open : 1998
- Open d'Égypte: 1997
- Championnats du monde par équipes : 1997